# Reszkessetek, betörők! 4.
A Reszkessetek, betörők! 4. (eredeti cím: Home Alone 4)  2002-ben bemutatott amerikai bűnügyi filmvígjáték, amelynek a rendezője Rod Daniel, a producere Mitch Engel, a forgatókönyvírói Debra Frank és Steve L. Hayes, a zeneszerzője Teddy Castellucci. A tévéfilm a Fox Television Studios gyártásában készült. 
Az Amerikai Egyesült Államokban 2002. november 3-án az ABC-n sugározták a televízióban, Magyarországon 2003. október 29-én adták ki DVD-n.
Ez a 4. Reszkessetek, betörők!-film. A film visszahoz pár főszereplőt az első két részből, többek között Kevin McCallistert, de már minden szereplőt új színész játszott. A film kultúrája és technológiája a késő 1990-es és 2000-es évek elejével azonosul, az 1990-es években játszódó eredeti film szereplői azonos korúak maradtak. Ez az egyetlen film a sorozatban, amelyet az Amerikai Egyesült Államokon kívül forgattak. Bár Chicagóban játszódik, Dél-Afrikában készült. A történet Kevin McCallister (Mike Weinberg) körül forog, aki megpróbálja megvédeni jövőbeli mostohaanyja házát a régi nemezisétől, Marvtól (French Stewart) és feleségétől, Veratól (Missi Pyle).

## Cselekmény
A történet elején a McCallister család chicagói háza látható. Kevint, Kate-et, Buzzt és Megant meglátogatta Peter, aki elvált Kate-től, mivel szerelmes lett milliárdos kolléganőjébe. Bejelenti, hogy Natalie szeretne megismerkedni velük, ezért be akarja mutatni a gyerekeknek az otthonát. Mindhárman nemet mondanak, mert Kate-hez sokkal inkább ragaszkodnak. Később Peter bejelenti, hogy elveszi Natalie-t, így a gyerekek mostohaanyja lesz, amit Kate igen meglepődve fogad.
Kevinnek elege lesz abból, hogy Buzz Kate távollétében a szolgájának és játékszerének használja őt. Taxival elutazik Natalie házához, ahol rögtön találkozik a morcos és flegma Mr. Presscottal, aki Natalie főkomornyikja. Natalie, Peter és a mézes-mázas házvezetőnő, Molly lelkesen fogadják őt, s ajándékul egy luxushálószobát is adnak Kevinnek. A következő pár napban a fiú gondtalanul pihen a házban és a hatalmas udvaron, mivel remek kosztot kap, temérdek szórakozóeszköze van és a kiszolgálók minden óhaj-sóhaját teljesítik. Azonban szemet szúr neki Mr. Presscott gyanús viselkedése.
Egyik nap Natalie és Peter távollétében Kevin észreveszi, hogy régi nemezise, Marv és Vera, a felesége be akar törni a házba, mivel minél többet akarnak tudni a királyi családról, amelyet Natalie és a kiszolgálói hamarosan megvendégelnek. Marv egy távkapcsolóval kikapcsolja a riasztóberendezést, s így bejut az épületbe. Kevin csapdába csalja őket a fürdőszobában, amely egy hatalmas árvízzel zárul. Mikor Marv és Vera szökni készülnek, Kevin a komornyikhívón keresztül hívni próbálja Mr. Prescottot, de se kép, se hang. Így a bűnözőknek nyoma vész.
Natalie és Peter a megérkezésnél már csak a hatalmas árvizet látják, amiért kissé leszidják Kevint. Hiába mondogatja, hogy betörők jártak a lakásban, sem Peter, sem Natalie nem hisz neki, s a váratlanul feltűnő Mr. Prescott is megerősíti, hogy tudomása szerint nem volt semmiféle betörés. A következő napokban Kevin összebarátkozik Molly-val, aki elhessegeti a fiú állítását, miszerint Mr. Presscott a betörők beépített embere. Pár nap múlva meglátogatja a házat Kate, Buzz és Megan, mivel hoztak néhány plusz holmit Kevinnek, s közben beszélgettek Peter-rel és Natalie-val Kevin dolgairól. Közben a fiú bemutatja Buzz-nak és Megan-nak vadonatúj karácsonyi ajándékait.
Kis idő múlva elérkezik a nap, amikor a királyi család meglátogatja Natalie-ékat. Rajtuk kívül Natalie és Peter a munkatársaikat is meghívják. Mivel utólag kiderül, hogy a család repülőjáratát törölték a rossz időjárás miatt, mással állnak elő: bejelentik a munkatársaiknak, hogy eljegyezték egymást. A rendezvényen azonban Marv és Vera is részt vesz, mondván, hogy ők is segítenek a megszervezésben. Kevin, látva őket, segítségért kiált, de Mr. Presscott nem hisz neki, s leszidja. A fiú bezárja a lakájt a hűtőkamrába, s csapdát állít a bűnözőknek. Ez azonban balul sül el, s Kevin így tönkreteszi az ünnepséget.
A következő napokat Kevin csapdakészítéssel tölti, mert tudja, hogy Marv és Vera a királyi trónörökös elrablására készülnek, amikor a család meglátogatja Natalie-t, Peter-t és Kevint. A csapdák elkészülnek, s miközben Peter és Natalie a repülőtérre tartanak a királyi családért, Kevin a borospincébe zárja Mr. Prescottot. Ám ugyanekkor elkapja Molly, s beismeri, hogy ő az emberrablók beépített embere. Bezárja a fiút a pincébe Mr. Prescott mellé, s beengedi a bűnözőpárost az épületbe.
A főkomornyik a pincében elmondja Kevinnek, hogy morcos viselkedésének komoly oka van: nem szereti az állását, mert megerőltető, de fél felmondani, mert másutt nem látnák szívesen. Kevin azonban ráveszi, hogy nem kell folytatnia a munkáját, csak mert fél attól, ami a felmondásnál várna rá. Mr. Prescott beteszi a fiút az ételszállító liftbe, amivel kijut a pincéből, s csapdába csalja a betörőket, akik így kénytelenek feladni a házban való cselszövésüket. A végen Molly majdnem leütötte a fiút, ám Mr. Prescott  közbelép, kiütve a hölgyet.
A rendőrök, a királyi család és Kevin családja is Kevint ünnepli, Natalie azonban dühös Molly és Mr. Prescott elvesztéséért – utóbbi felmondott.
A királyi család – a kis trónörökös javaslatára – Kevinéknél karácsonyoznak, hálájuk jeléül. Natalie így egyedül marad, mivel Peter bejelentette, hogy Kate-el sokkal boldogabban érzi magát, így visszaköltözik hozzájuk.

## Szereplők
| Szereplő          | Színész         | Magyar hang   |
| ----------------- | --------------- | ------------- |
| Kevin McCallister | Mike Weinberg   | Penke Bence   |
| Marv              | French Stewart  | Holl Nándor   |
| Vera              | Missi Pyle      | Dögei Éva     |
| Mr. Prescott      | Erick Avari     | Orosz István  |
| Molly             | Barbara Babcock | Molnár Zsuzsa |
| Peter McCallister | Jason Beghe     | Viczián Ottó  |
| Kate McCallister  | Clare Carey     | Balázs Ágnes  |
| Natalie           | Joanna Going    | Solecki Janka |
| Buzz McCallister  | Gideon Jacobs   | Szűcs Balázs  |
| Megan McCallister | Chelsea Russo   | Kántor Kitty  |

Magyar változat
A szinkront az HBO készítette.
- Magyar szöveg: Németh Renáta

- Hangmérnök: Farkas László

- Vágó: Göblyös Attila

- Gyártásvezető: Gyarmati Zsolt

- Szinkronrendező: Pócsik Ildikó

- Produkciós vezető: Végh Ödön

- Felolvasó: Szilágyi Zoltán